# Macrolepiota brunnescens
Macrolepiota brunnescens är en svampart som beskrevs av Vellinga 2003. Macrolepiota brunnescens ingår i släktet Macrolepiota och familjen Agaricaceae.   Inga underarter finns listade i Catalogue of Life.